# Sammy Hernandez
Sammy Hernandez (9 luglio 1987) è un attore statunitense.
Conosciuto per il ruolo di Raymond nel film Un piedipiatti e mezzo. Amico di Devon Butler Norman D. Golden II.

## Filmografia parziale
- Un piedipiatti e mezzo (Cop and a Half), regia di Henry Winkler